# Miloslav Zachata
Miloslav Zachata (5. února 1925 – 9. listopadu 1970) byl českým televizním režisérem a scenáristou.

## Život
Zachata byl jedním z prvních poválečných absolventů pražské AMU. V Plzni poté založil experimentální divadlo, jehož členkou byla mj. Blanka Bohdanová. V 50. letech otextoval několik budovatelských písní ve stylu tzv. socialistického realismu (např. Rozkvetlý den nebo Stalinova ukolébavka).
Na televizní obrazovce se jeho jméno poprvé objevilo v prosinci 1956 u inscenace hry Františka Šamberka Blázinec v prvním poschodí. Kromě natáčení původních televizních inscenací, v nichž v 60. letech pravidelně vystupoval Karel Höger, se Zachata věnoval též režii záznamů divadelních představení. Unikátní je záznam legendární hry Osvobozeného divadla s Janem Werichem a Miroslavem Horníčkem Těžká Barbora.
Miloslav Zachata zemřel předčasně na leukemii ve věku pouhých 45 let. Jeho manželkou, která o něj do posledních chvil pečovala, byla televizní hlasatelka Milena Vostřáková.

## Dílo

### Režie
- 1969 – Cesta a náhody Karla Högra (dokument)
- 1968 – Pan Jordán a Habada (komedia)
- 1967 – Sdružení roztržitých (detektivní komedie)
- 1967 – Obrácení Ferdyše Pištory (komedie/drama)
- 1966 – Čertouská poudačka (pohádka)
- 1963 – Okno místo dveří (drama)
- 1962 – Tři chlapi v chalupě (seriál)
- 1961 – Rychlík čeká 3 minuty (Krimi)

### Scénář
- 1968 – Pan Jordán a Habada (komedie)
- 1967 – Obrácení Ferdyše Pištory (komedie/drama)
- 1966 – Čertouská poudačka (pohádka)